# Удмуртские Альцы
Удмуртские Альцы — деревня в Шарканском районе Удмуртской республики.

## География
Находится в центральной части Удмуртии на расстоянии приблизительно 9 км на север по прямой от районного центра села Шаркан.

## История
Основана в 1810 году выходцами из деревни Бугданы Тыловайской волости. В 1873 году здесь (починок Альчи) учтено 13 дворов, в 1893 (уже деревня Вотские Альцы) — 31 двор, в 1905 (Вотские Альчи) — 37, в 1924 37. Настоящее название с 1935 года. До 2021 года входила в состав Кыквинского сельского поселения.

## Население
Постоянное население составляло 123 человека (1873), 192 (1893, 160 удмуртов и 32 русских), 272 (1905), 272 (1924), 90 человек в 2002 году (удмурты 96 %), 59 в 2012.